# Barbus lornae
Barbus lornae е вид лъчеперка от семейство Шаранови (Cyprinidae).

## Разпространение
Видът е разпространен в Замбия.

## Описание
На дължина достигат до 5,4 cm.